# Miss USA 1985

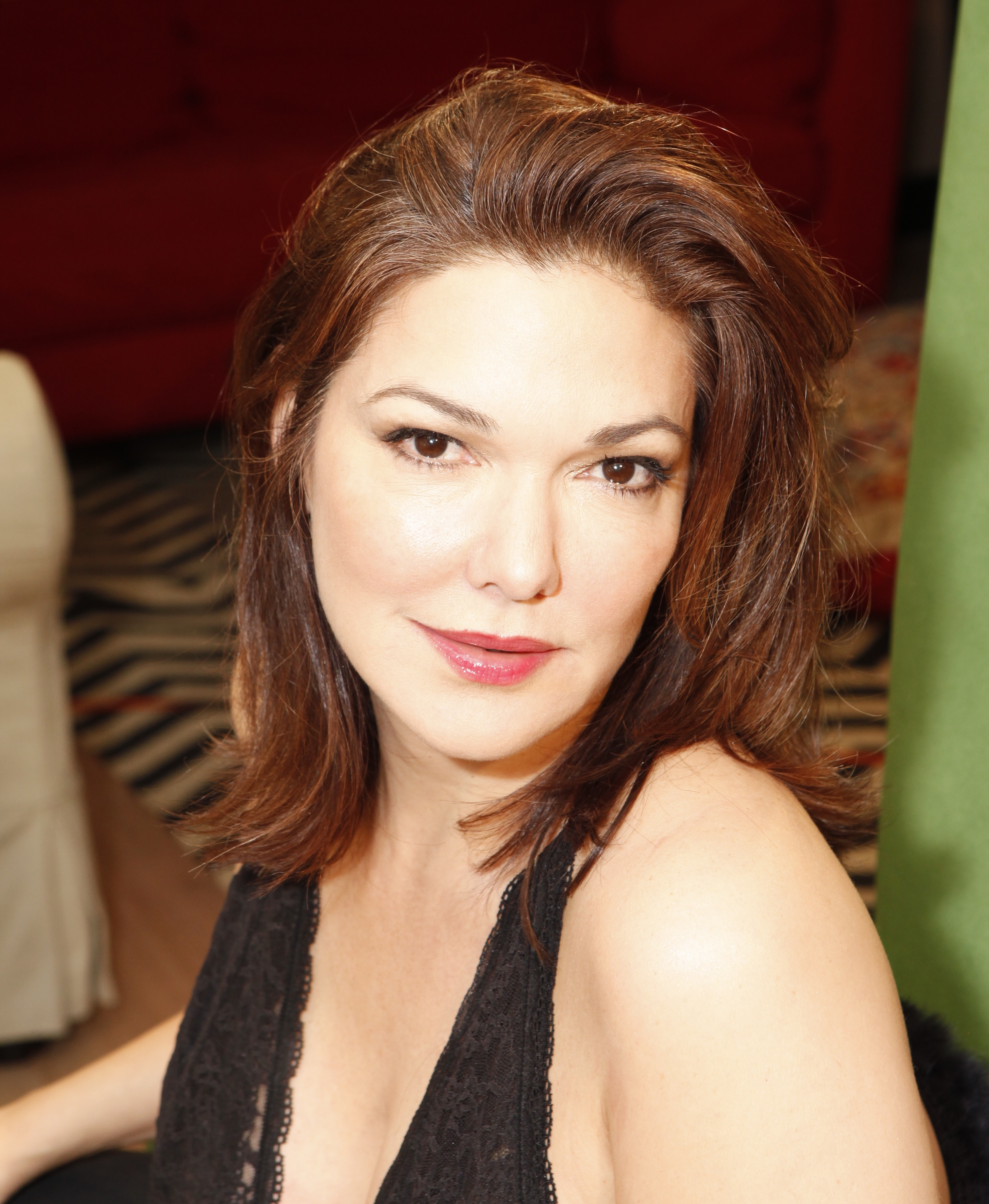
Laura Harring

A 34ª edição do concurso Miss USA foi realizada no Lakeland Civic Auditorium, em Lakeland, Flórida, no dia 13 de maio de 1985. No final do evento, a candidata do Texas Laura Harring foi coroada Miss USA 1985 por sua antecessora Mai Shanley, do Novo México.

## Resultados
- Miss USA 1985: Laura Harring (Texas)
  - 2ª colocada: Brenda Denton  (Novo México)
  - 3ª colocada: Laura Ann Bach  (Illinois)
  - 4ª colocada: Sarie Joubert  (Luisiana)
  - 5ª colocada: Kari Lee Johnson  (Minnesota)

### Semifinalistas
- Michelle Ducote  (Arizona)
- Tina Machado  (Havaí)
- Mercedes Waggoner  (Massachusetts)
- Amy Ruth Coverdale  (Missouri)
- Sophia Henderson  (Oklahoma)